# Jürgen Gjasula
Jürgen Gjasula (Tirana, Albània, 5 de desembre de 1985) és un futbolista albanès, encara que també té nacionalitat alemanya. Juga de migcampista.

## Trajectòria
Jürgen Gjasula, que actua de migcampista ofensiu, va començar la seva carrera futbolística a Alemanya, a la ciutat en la qual es va criar, Friburg. Va començar en les categories inferiors del SC Freiburg. El 2003 passa a formar part de la primera plantilla del club.
L'any següent fitxa pel FC Kaiserslautern, equip que va pagar 50000 euros per poder fitxar-lo.
El 2005 marxa a jugar a Suïssa amb el FC St. Gallen.
El 2 de juny de 2008 signa un contracte amb el FC Basilea. Debuta amb l'equip el 18 de juliol en la Super Lliga Suïssa en el partit BSC Young Boys 1-2 FC Basilea. El seu debut en la Lliga de Campions de la UEFA es va produir el 30 de juliol, en un partit de la fase prèvia contra el IFK Göteborg (1-1). Amb el FC Basilea aconsegueix un títol, la Uhrencup.
L'agost de 2009 torna a Alemanya, fitxant pel FSV Frankfurt de la 2. Bundesliga, on juga dues temporades.
El juny de 2011 és fitxat pel MSV Duisburg per dues temporades.

## Clubs
| Club                 | País     | Any       |
| -------------------- | -------- | --------- |
| SC Friburg           | Alemanya | 2003-2004 |
| 1. FC Kaiserslautern | Alemanya | 2004-2005 |
| FC St. Gallen        | Suïssa   | 2005      |
| 1. FC Kaiserslautern | Alemanya | 2005-2006 |
| FC St. Gallen        | Suïssa   | 2006-2008 |
| FC Basel             | Suïssa   | 2008-2009 |
| FSV Frankfurt        | Alemanya | 2009-2011 |
| MSV Duisburg         | Alemanya | 2011-2013 |
| Litex Lovech         | Bulgària | 2013-2014 |
| VfR Aalen            | Alemanya | 2014-2015 |
| SpVgg Greuther Fürth | Alemanya | 2015      |

## Palmarès
- 1 Uhrencup (FC Basilea, 2008)